# 원광중학교
원광중학교(圓光中學校)는 대한민국 전북특별자치도 익산시 부송동에 있는 사립 중학교이다.

## 학교 연혁
- 1946년 5월 1일 : 유일 학림 창립
- 1951년 6월 29일 : 원광중학교 인가, 초대 박장식 교장 취임
- 1954년 2월 23일 : 원광고등학교 인가로 중·고 통합 운영
- 1974년 9월 1일 : 중·고 분리
- 1990년 8월 22일 : 원광학원 정관 변경으로 인하여 원창학원으로 분리
- 1994년 5월 24일 : 부송동 신축교사로 이전
- 2023년 1월 5일 : 제72회 졸업 (인원 153명, 총인원 22,532명)
- 2024년 9월 1일 : 제19대 신용철 교장 취임

## 참고 자료
- 원광중학교 - 한국교육학술정보원 학교알리미